# Meringa leith
Meringa leith är en spindelart som beskrevs av Forster 1990. Meringa leith ingår i släktet Meringa och familjen Synotaxidae. Inga underarter finns listade i Catalogue of Life.